# Saint-André-et-Appelles
Saint-André-et-Appelles – miejscowość i gmina we Francji, w regionie Nowa Akwitania, w departamencie Żyronda.
Według danych na rok 1990 gminę zamieszkiwało 667 osób, a gęstość zaludnienia wynosiła 65 osób/km² (wśród 2290 gmin Akwitanii Saint-André-et-Appelles plasuje się na 598. miejscu pod względem liczby ludności, natomiast pod względem powierzchni na miejscu 1045.).